# گال لیک، ساسکاچوان
گال لیک، ساسکاچوان (به انگلیسی: Gull Lake, Saskatchewan) یک منطقهٔ مسکونی در کانادا است که در ساسکاچوان واقع شده‌است. گال لیک ۲٫۵۰ کیلومتر مربع مساحت و ۹۶۵ نفر جمعیت دارد.